# Aletta Jacobs
Aletta Jacobs, née Aletta Henriëtta Jacobs le 9 février 1854 à Sappemeer et morte le 10 août 1929 à Baarn, est une médecin et une militante féministe et pacifiste néerlandaise. Première femme à obtenir un diplôme universitaire aux Pays-Bas, elle est aussi la première femme médecin diplômée. Elle s'engage pour l’amélioration de la santé des femmes, la promotion de la contraception et du contrôle des naissances. Aletta Jacobs est l’une des meneuses du mouvement pour le droit de vote des femmes dans son pays mais également au niveau international, où elle s’implique dans l’Alliance internationale pour le suffrage des femmes (International Woman Suffrage Alliance). Elle joue aussi un rôle déterminant dans la création de la Ligue internationale des femmes pour la paix et la liberté et participe activement au mouvement pacifiste.

## Enfance, formation et vie privée

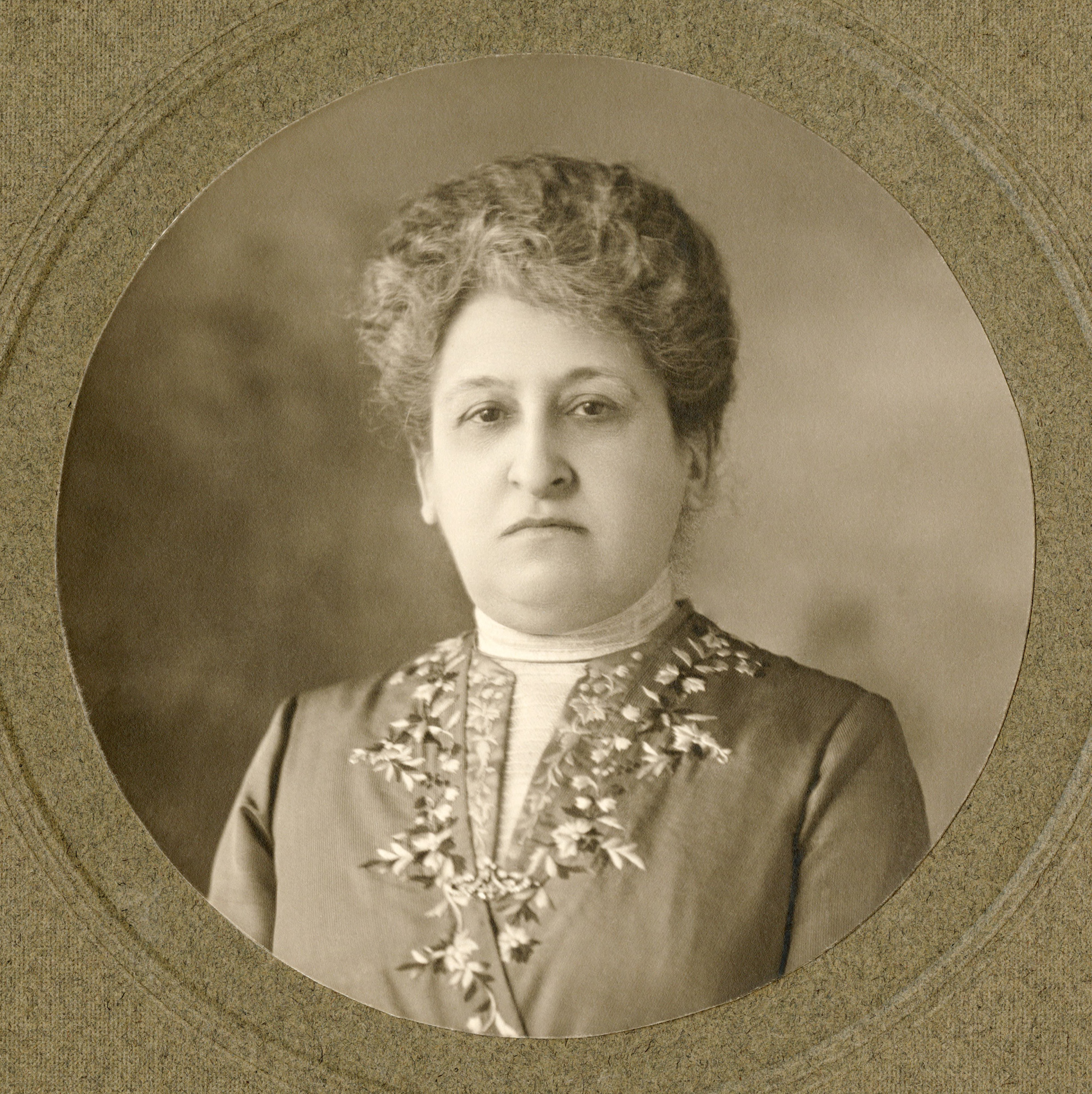
Aletta Jacobs vers 1900.

Aletta Jacobs naît dans une famille juive à Sappemeer, dans la province de Groningue. Elle est la huitième enfant d'une fratrie de onze. Son père est Abraham Jacobs, chirurgien et obstétricien et sa mère, Anna de Jongh. Son père défend depuis son jeune âge le droit à l'enseignement supérieur pour les femmes. Sa sœur, Charlotte, sera la deuxième femme diplômée aux Pays-Bas et son frère, Eduard, le premier maire juif des Pays-Bas.
Elle entame des études de médecine à l'université de Groningue à partir de 1871. Pour cela, elle doit demander au ministre libéral Thorbecke l'autorisation d'étudier à l'université. L'autorisation est accordée, initialement pour une période d'essai d'un an.
En octobre 1876, elle poursuit ses études à l'université d'Amsterdam,.
Elle entretient une correspondance de plusieurs années avec Carel Victor Gerritsen (en), un réformateur qui l'encourage et l'introduisit dans des cercles de libres penseurs, francs-maçons et l'initie au néomalthusianisme. Ils vivent ensuite en union libre puis décident de se marier le 28 avril 1892, en partie parce qu'ils souhaitent avoir des enfants et aussi à cause de leurs carrières et vies publiques respectives. Aletta Jacobs conserve son nom après le mariage.
Le 9 septembre 1893, elle met au monde un fils, qui ne survit qu'un seul jour à cause de soins médicaux inadéquats. À la même époque, elle ferme ses cliniques gratuites et cesse d'exercer la médecine, lorsqu'elle devient présidente de l'Association néerlandaise pour le droit de vote des femmes.
Carel Gerritsen meurt d'un cancer en 1905. Aletta Jacobs le fait incinérer en Allemagne car la crémation n'est alors pas possible aux Pays-Bas.

## Carrière médicale
Aletta Jacobs n'est pas la première étudiante puisqu'Anne-Marie de Schurman l'a précédée deux siècles plus tôt mais la première à terminer avec succès des études universitaires.
Considérée comme la première femme médecin de son pays en 1878, elle obtient un doctorat le 8 mars 1879 avec une thèse intitulée La localisation des phénomènes physiologiques et pathologiques dans le grand cerveau, Aletta Jacobs mène durant toute sa vie une intense activité militante. Favorable à une intervention accrue de l’État dans le domaine de la santé, elle défend le droit des femmes à contrôler leur fécondité à travers la contraception.
Elle se rend à Londres pour approfondir sa formation en gynécologie et pédiatrie. Elle y travaille au Saint Mary's Dispensary, une clinique de santé fondée, entre autres, par Elizabeth Garrett Anderson, la deuxième femme médecin et chirurgienne de Grande-Bretagne, qui lui fait rencontrer Millicent Fawcett, une féministe et suffragette.
Son ami Carel Victor Gerritsen l'introduit auprès de réformateurs sociaux anglais. Là, elle rencontre, entre autres, Annie Besant, Charles Bradlaugh, Charles Robert Drysdale et Edward Truelove. Drysdale la sensibilise à la question de la prostitution.

### Action pour le contrôle des naissances
De retour aux Pays-Bas, Aletta Jacobs ouvre un cabinet à Amsterdam, sur le canal Herengracht, dans le bâtiment du Werkmansbond, où B.H. Heldt, dirigeant du syndicat général néerlandais, met plusieurs salles à sa disposition. Elle y tient des consultations gratuites et donne des cours pour les femmes défavorisées,. Elle poursuit ces consultation durant quatorze ans.
Elle est assistée par l'écrivaine féministe Cornélie Huygens pour soigner les femmes et les enfants, les femmes n'étant pas autorisées à soigner les hommes,. Elle se préoccupe de la situation des femmes de la classe ouvrière et des mauvaises conditions dans lesquelles elles vivent et travaillent et constate que les grossesses multiples et rapprochées affectent la santé des mères et provoquent des taux élevés de mortalité infantile. Elle est convaincue qu'une contraception fiable allégerait les souffrances et difficultés économiques des femmes et bénéficierait en même temps à la société en évitant la surpopulation.
Aletta Jacobs correspond longuement avec le médecin allemand Wilhelm Mensinga, qui a mis au point le pessaire. Convaincue que ces diaphragmes aideraient ses patients, elle réalise un essai clinique, puis introduit la méthode de contrôle des naissances (encore largement connue des anglophones sous le nom de Dutch Cap) aux Pays-Bas,. En 1882, elle fonde la première clinique de contrôle des naissances aux Pays-Bas et la première clinique au monde consacrée uniquement à la diffusion d'informations sur la contraception,.
Son action en faveur de la contraception est fortement critiquée par d'autres médecins, dont Catharine van Tussenbroek, la deuxième femme néerlandaise à obtenir un diplôme en médecine et aussi militante pour le droit de vote, qui estiment qu'elle interfère avec le « plan divin », encourage les relations sexuelles hors mariage et a un impact négatif sur la fécondité et la croissance nationale. Ces critiques considèrent la grossesse non désirée et les maladies vénériennes comme une punition appropriée pour le péché. « Je ne m'attendais pas à un soutien de la part de mes collègues, mais j'ai tout de même été surprise par l'intensité de la rage. L'entièreté du monde médical semblait me haïr ». Ces attaques lui font douter de la justesse de son action mais elle est consternée par l'hypocrisie de ses détracteurs, qui viennent parfois la consulter ou lui envoient leurs femmes en cachette
Elle est à l'origine également de mesures améliorant les conditions de travail des femmes, comme d'accorder aux vendeuse de grands magasins, le droit de s’asseoir.
Elle est membre de la Nieuw-Malthusiaanse Bond et adhère à l'association des libres penseurs De Dageraad, où elle fait la connaissance de l'homme politique Carel Victor Gerritsen, du contremaître Bernardus H. Heldt, de l'anarchiste Ferdinand Domela Nieuwenhuis, et des écrivains Elise Haighton et Titia van der Tuuk.

## Combat pour le droit de vote
En 1883, avec ces deux dernières, elle lance aux Pays-Bas, la première campagne pour le suffrage des femmes. La loi impose alors une condition de revenu minimum pour pouvoir voter. Comme Aletta Jacobs travaille, elle remplit cette condition et demande à pouvoir voter. Son initiative échoue et se révèle même contre-productive, puisque l'article 80 de la constitution est modifié, réservant désormais explicitement le droit de vote aux hommes.
En 1903, Aletta Jacobs devient présidente de l'Association néerlandaise pour le droit de vote des femmes (Vereeniging voor Vrouwenkiesrecht), succédant à Annette Versluys-Poelman, qui démissionne à la suite de désaccords internes, et le reste pendant seize ans.
En 1904, elle se rend à Berlin avec son mari pour assister au congrès du Conseil international des femmes (ICW) et se rallie aux suffragistes dissidentes pour former l'Alliance internationale pour le suffrage des femmes (International Woman Suffrage Alliance, IWSA)
Après la conférence, le couple voyage aux États-Unis. Ils écrivent Brieven uit en over Amerika (« Lettres de et sur l'Amérique »), publié en 1906.
Carel Gerritsen tombe malade durant ce voyage et décède d'un cancer en 1905. Aletta Jacobs vit difficilement ce deuil mais recommence à militer dès 1906, faisant un voyage à travers l'Empire austro-hongrois avec Carrie Chapman Catt, la présidente de l'IWSA. Elle organise le congrès de l'IWSA à Amsterdam en 1908, le premier à se tenir aux Pays-Bas. Il aura un effet stimulant sur le mouvement suffragiste néerlandais.
Elle traduit les livres Women and Economics de Charlotte Perkins Gilman’s et Women and Labor d'Olive Schreiner, afin de disséminer les théories socio-économiques féministes aux Pays-Bas.
En 1910, invitée par des militants, elle se rend en Afrique du Sud. Elle fait une tournée du Cap à Johannesburg, faisant des interventions sur le droit de vote mais aussi sur l'hygiène, l'assainissement, la prostitution et les maladies vénériennes, et l'éducation sexuelle.
En 1911, après la conférence de l'IWSA à Stockholm, Aletta Jacobs et Carrie Catt font une tournée internationale de seize mois pour évaluer les positions juridiques et sociales des femmes et encourager les femmes à lutter pour améliorer leur vie. Ce voyage les emmène en Afrique du Sud, au Moyen-Orient, en Inde, à Ceylan, aux Indes néerlandaises, en Birmanie, aux Philippines, en Chine et au Japon. Aletta Jacobs le finance en le relatant dans des articles pour le journal De Telegraaf,.
En 1918, une révision de la Constitution permet aux femmes néerlandaises de se présenter aux élections. Aletta Jacobs est une des premières candidates à se présenter (sans succès) aux élections législatives. En septembre 1919, le plein droit de vote des femmes, pour lequel elle s'est tant engagée, est adopté aux Pays-Bas.

## Combat en faveur de la paix
Pendant la seconde guerre des Boers, Aletta Jacobs est préoccupée par le sort des Afrikaners et proteste contre les camps de concentration que les Britanniques y ont installés pour les enfants et les femmes des Boers en guerre.
Première Guerre mondiale
Elle défend une position pacifiste lors de la Première Guerre mondiale, en étant notamment à l’initiative de la conférence de La Haye de 1915, qui donna naissance au Comité international des femmes pour la paix permanente (International Committee of Women for Permanent Peace), devenu Ligue internationale des femmes pour la paix et la liberté (LIFPL) en 1919.
En tant que présidente de l'Association pour le droit de vote des femmes, Aletta Jacobs assiste aux réunions internationales des femmes de l'Association mondiale pour le droit de vote des femmes. En 1915, la réunion de cette association à Berlin ayant été annulée, en raison de la Première Guerre mondiale, elle prend l'initiative de réunir un congrès international des femmes à La Haye. Ce congrès, souvent appelé « congrès des femmes pour la paix », réunit plus de 1 200 représentantes de douze pays, dont Rosa Manus et Mia_Boissevain et de nombreuses personnalités féminines mobilisées en faveur de la paix,.

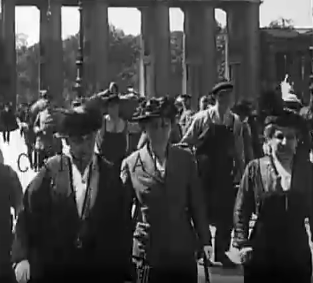
Jane Addams, Alice Hamilton et Aletta Jacobs à Berlin en 1915.

Un comité, futur LIFPL, est fondé durant ce congrès. En septembre 1915, Aletta Jacobs et plusieurs autres femmes se rendent aux États-Unis pour rencontrer le président Woodrow Wilson et lui proposer la création d'une Ligue des pays neutres, qui pourrait aider à négocier la fin de la guerre.

## Dernières années
Depuis qu'elle a cessé d'exercer la médecine, Aletta Jacobs n'a plus de revenus propres et, à la suite d'investissements malheureux, est acculée à la faillite. Elle vit ses dernières années à La Haye grâce à la générosité de ses amis mais continue de s'investir dans son travail social et politique.
Fin 1924, son autobiographie, Memories est publiée. Malgré ses problèmes de santé et son âge avancé, Aletta Jacobs continue à voyager et à assister à des conférences internationales sur les droits des femmes, la paix et la planification familiale jusqu'à quelques semaines avant sa mort le 10 août 1929. Elle est incinérée à Westerveld, la seule commune des Pays-Bas où la crémation est possible à ce moment-là. Ses cendres et celles de son mari Carel Gerrit reposent dans le cimetière de la commune, sous une pierre tombale conçue par Gra Rueb.
Elle a été profondément pleurée par les féministes et les pacifistes du monde entier pour son action, et est toujours honorée comme une héroïne nationale aux Pays-Bas.

## Reconnaissance

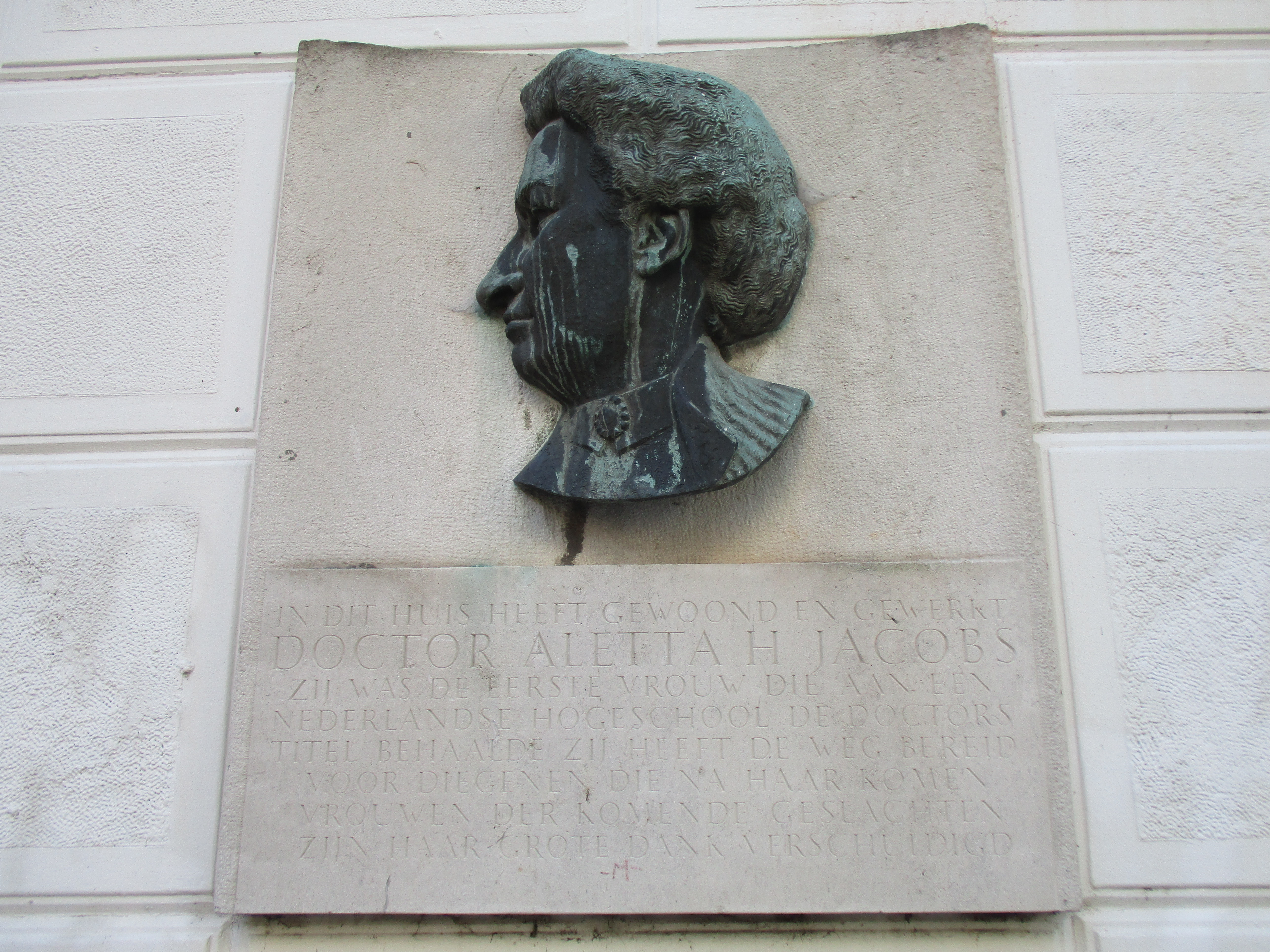
Plaque commémorative en mémoire d'Aletta Henrïetta Jacobs au 15, Tesselschadestraat, Amsterdam.

- En 1923, une plaque commémorative est placée sur la façade de son ancienne maison, Tesselschadestraat, à Amsterdam par la branche locale du Vereniging van Staatsburgeressen (Association des citoyennes).
- En février 1924, à l'occasion de son 70e anniversaire, une cérémonie publique rend hommage à son statut de médecin respectée au niveau national et international et de militante pour l'égalité des droits[25].
- Depuis 1990, l'université de Groningue décerne le prix Aletta Jacobs tous les deux ans à des femmes qui se sont illustrées dans le domaine de l'émancipation[32].
- Aletta Jacobs est citée dans le Canon des Pays-Bas en 2006[3] et le comité Van Oostrom reconnaît Aletta Jacobs comme l'une des sujets principaux de l'histoire des Pays-Bas dans l'enseignement secondaire[33].
- En 2008, elle entre dans le Canon de Groningue et une salle lui est dédiée au musée universitaire de Groningue. Elle est également représentée dans l'un des vitraux du bâtiment de l'Académie de l'université.
- En 2011, la Fondation Aletta, Institut pour l'histoire des femmes, entreprend la restauration de sa pierre tombale[31].
- En octobre 2017, les archives personnelles d'Aletta Jacobs sont inscrites sur la liste du patrimoine mondial de l'UNESCO. Elles sont numérisées et peuvent être consultées en ligne sur le site d'Atria, Institut de connaissances pour l'émancipation et l'histoire des femmes[34].
- Une comédie musicale sur Aletta Jacobs est créée en 2014, le jour où l'université de Groningue a décerné le prix Aletta-Jacobs.

## Publications
- Aletta Henriette Jacobs, Memories: my life as an international leader in health, suffrage, and peace, Feminist Press, 1996,  (ISBN 1-55861-138-X)